# Liste der denkmalgeschützten Objekte in St. Pölten (Stadtteil)
Die Liste der denkmalgeschützten Objekte in St. Pölten (Stadtteil) enthält die 131 denkmalgeschützten, unbeweglichen Objekte des St. Pöltner Stadtteils St. Pölten.

## Denkmäler
| Foto  |                 | Denkmal | Standort                                                 | Beschreibung | Metadaten |
| ----- | --------------- | --- | -------------------------------------------------------- | --- | --- |
| ja    | Datei hochladen | Wegkapelle HERIS-ID: 31476 Objekt-ID: 28436                                                                                | Hafing 10, gegenüber Standort KG: Hafing                 | Der Ziegelbau mit Giebelaufsatz und Segmentbogenöffnung wird auf eine Errichtung um 1800 datiert. | BDA-Hist.: Q37942477 Status: § 2a Stand der BDA-Liste: 2025-06-30 Name: Wegkapelle GstNr.: 77 Wegkapelle Hafing |
| ja    | Datei hochladen | Bezirkshauptmannschaft HERIS-ID: 23790 Objekt-ID: 20153                                                                    | Am Bischofteich 1 Standort KG: St. Pölten                | Die 1906–1908 nach Plänen von Josef Klose errichtete Bezirkshauptmannschaft entstand anstelle des alten Kreisgerichtsgebäudes, das zuvor in einen Wirtschaftshof des aufgelassenen Stiftes St. Pölten untergebracht war. Das monumentale, dreigeschoßige und hauptfassadenseitig 19-achsige Bauwerk steht auf E-förmigem Grundriss und wurde in neobarockem Stil errichtet. | BDA-Hist.: Q37879089 Status: Bescheid Stand der BDA-Liste: 2025-06-30 Name: Bezirkshauptmannschaft GstNr.: .34 Bezirkshauptmannschaft St. Pölten                                                                                  |
| ja    | Datei hochladen | Wohnhaus, Teil einer Gebäudegruppe HERIS-ID: 29737 Objekt-ID: 26397                                                        | August Hassack-Straße 16 Standort KG: St. Pölten         | Die Gebäudegruppe „Bauvereinshäuser“ besteht aus den Häusern August Hassack-Straße 16–22 sowie Kranzbichlerstraße 61–69. Sie entstand 1907 bis 1911 nach Plänen des Architekten Rudolf Wondracek, Bauherr war der „Verein zur Erbauung billiger Wohnungen“. Nachdem der Komplex fertiggestellt war, wurde er von der Firma Voith übernommen. Die stattliche, offen vierflügelige Anlage war ursprünglich vierseitig geschlossen geplant, sie zeigt neben Jugendstilmotiven auch historistische Elemente. | BDA-Hist.: Q64512507 Status: Bescheid Stand der BDA-Liste: 2025-06-30 Name: Wohnhaus, Teil einer Gebäudegruppe GstNr.: .933 Bauvereinshäuser                                                                                      |
| ja    | Datei hochladen | Wohnhaus, Teil einer Gebäudegruppe HERIS-ID: 106098 Objekt-ID: 123198                                                      | August Hassack-Straße 18 Standort KG: St. Pölten         | Teil der Gebäudegruppe „Bauvereinshäuser“, Details unter August Hassack-Straße 16. | BDA-Hist.: Q64512514 Status: Bescheid Stand der BDA-Liste: 2025-06-30 Name: Wohnhaus, Teil einer Gebäudegruppe GstNr.: .1052 Bauvereinshäuser                                                                                     |
| ja    | Datei hochladen | Wohnhaus, Teil einer Gebäudegruppe HERIS-ID: 106099 Objekt-ID: 123199                                                      | August Hassack-Straße 20 Standort KG: St. Pölten         | Teil der Gebäudegruppe „Bauvereinshäuser“, Details unter August Hassack-Straße 16. | BDA-Hist.: Q64512515 Status: Bescheid Stand der BDA-Liste: 2025-06-30 Name: Wohnhaus, Teil einer Gebäudegruppe GstNr.: .1053 Bauvereinshäuser                                                                                     |
| ja    | Datei hochladen | Wohnhaus, Teil einer Gebäudegruppe HERIS-ID: 106100 Objekt-ID: 123200                                                      | August Hassack-Straße 22 Standort KG: St. Pölten         | Teil der Gebäudegruppe „Bauvereinshäuser“, Details unter August Hassack-Straße 16. | BDA-Hist.: Q64512516 Status: Bescheid Stand der BDA-Liste: 2025-06-30 Name: Wohnhaus, Teil einer Gebäudegruppe GstNr.: .1054 Bauvereinshäuser                                                                                     |
| ja    | Datei hochladen | Jahnturnhalle HERIS-ID: 29583seit 2021                                                                                     | Ausstellungsstraße 2 Standort KG: St. Pölten             | Die Turnhalle wurde 1928/29 von Leo Keller zum Anlass des 150. Geburtstages von Friedrich Ludwig Jahn erbaut. | BDA-Hist.: Q107499024 Status: Bescheid Stand der BDA-Liste: 2025-06-30 Name: Jahnturnhalle GstNr.: .2085 Jahnturnhalle, St. Pölten                                                                                                |
| ja    | Datei hochladen | Hauptbahnhof St. Pölten HERIS-ID: 25223 Objekt-ID: 21640                                                                   | Bahnhofplatz 1 Standort KG: St. Pölten                   | Nach dem Baubeschluss der „Kaiserin-Elisabeth-Westbahn“ 1851 erfolgte am 9. September 1856 der Spatenstich für den Hauptbahnhof St. Pölten, schon 2 Jahre später konnten die ersten Züge den neuen Haltepunkt benützen. Nachdem zusätzliche Bahnstrecken angeschlossen waren, wurde das bisherige Gebäude zu klein, ab 1887 wurde in zweijähriger Bauzeit das heutige Aufnahmegebäude mit Durchfahrt zur Kremser Landstraße errichtet. Anmerkung: Geschützt ist nicht die gesamte Bahnhofsanlage, sondern das Aufnahmsgebäude Richtung Bahnhofsplatz / Kremser Gasse | BDA-Hist.: Q106809806 Status: Bescheid Stand der BDA-Liste: 2025-06-30 Name: Hauptbahnhof St. Pölten GstNr.: .428/1 Aufnahmsgebäude St. Pölten Hauptbahnhof                                                                       |
| ja    | Datei hochladen | Wohnhaus HERIS-ID: 29480seit 2024                                                                                          | Bahnhofplatz 8 Standort KG: St. Pölten                   | | BDA-Hist.: Q126122342 Status: Bescheid Stand der BDA-Liste: 2025-06-30 Name: Wohnhaus GstNr.: .747 |
| ja    | Datei hochladen | Römisches Municipium Aelium Cetium HERIS-ID: 30340 Objekt-ID: 27084                                                        | Bistumsgebäude (Garten) Standort KG: St. Pölten          | Unter dem Garten des Bistumsgebäudes befinden sich Reste des römischen Municipiums Aelium Cetium. | BDA-Hist.: Q380800 Status: Bescheid Stand der BDA-Liste: 2025-06-30 Name: Römisches Minicipium Aelium Cetium GstNr.: 11 |
| ja    | Datei hochladen | Straßenbahnremise HERIS-ID: 29482 Objekt-ID: 26127seit 2013                                                                | Daniel Gran-Straße 1 Standort KG: St. Pölten             | Langgestreckter Bau mit ziegelsichtiger Fassade. 1910 errichtet, mehrfach umgebaut. | BDA-Hist.: Q37927018 Status: Bescheid Stand der BDA-Liste: 2025-06-30 Name: Straßenbahnremise GstNr.: 1569/2 Straßenbahnremise St. Pölten                                                                                         |
| ja    | Datei hochladen | Wohnhaus HERIS-ID: 29483 Objekt-ID: 26128                                                                                  | Daniel Gran-Straße 47 Standort KG: St. Pölten            | Das dreigeschoßige, repräsentative Eckwohnhaus entstand 1907 und wurde nach Vorbild der nordwesteuropäischen Renaissance geplant. | BDA-Hist.: Q37927032 Status: § 2a Stand der BDA-Liste: 2025-06-30 Name: Wohnhaus GstNr.: .887 |
| ja    | Datei hochladen | Volksschule HERIS-ID: 29484 Objekt-ID: 26129                                                                               | Daniel Gran-Straße 49 Standort KG: St. Pölten            | Das stattliche Schulgebäude wurde 1905–1906 von der Stadt St. Pölten errichtet. Die Außenfassade zeigt Jugendstildekore und einen breiten Mittelrisalit. | BDA-Hist.: Q37927047 Status: § 2a Stand der BDA-Liste: 2025-06-30 Name: Volksschule GstNr.: .877 |
| ja    | Datei hochladen | Wohn- und Geschäftshaus HERIS-ID: 25234 Objekt-ID: 21651                                                                   | Domgasse 4 Standort KG: St. Pölten                       | Das Wohnhaus mit josephinischer Fassade wurde 1971–1972 in das Passage-Kaufhaus integriert. | BDA-Hist.: Q37891212 Status: Bescheid Stand der BDA-Liste: 2025-06-30 Name: Wohn- und Geschäftshaus GstNr.: .76 Domgasse 4 |
| ja    | Datei hochladen | Römerzeitliche und mittelalterliche Baureste und mittelalterlicher Friedhof HERIS-ID: 112343 Objekt-ID: 130486seit 2014    | bei Domplatz 9 Standort KG: St. Pölten                   | Unter dem heutigen Domplatz befand sich ein Teil der römischen Stadt Aelium Cetium, später war der Bereich als Friedhof genutzt und beherbergte eine Pfarrkirche im nördlichen Bereich sowie eine Doppelkapelle im südlichen Bereich. | BDA-Hist.: Q37830535 Status: Bescheid Stand der BDA-Liste: 2025-06-30 Name: Römerzeitliche und mittelalterliche Baureste und mittelalterlicher Friedhof GstNr.: 1640/20 Archaeological excavation at Domplatz (St. Pölten)        |
| ja    | Datei hochladen | Bistumsgebäude mit Gartenbaudenkmalen, Brunnen und Kreuz HERIS-ID: 26159 Objekt-ID: 22624                                  | Domplatz 1 Standort KG: St. Pölten                       | Das heutige Bistumsgebäude beherbergte bis zu dessen Auflösung 1784 das Stift St. Pölten. Das Kloster wurde um 791 durch die Abtei Tegernsee als Benediktinerkloster gegründet, ab 1081 war es ein Augustiner-Chorherren-Stift. Das Bistumsgebäude ist direkt mit der Domkirche verbunden. | BDA-Hist.: Q2348664 Status: § 2a Stand der BDA-Liste: 2025-06-30 Name: Bistumsgebäude mit Gartenbaudenkmalen, Brunnen und Kreuz GstNr.: 7/1, 9, 10, 11, .33, .476 St. Pölten Abbey                                                |
| ja    | Datei hochladen | Dom Mariae Himmelfahrt HERIS-ID: 4920 Objekt-ID: 778                                                                       | Domplatz 1 Standort KG: St. Pölten                       | Der St. Pöltner Dom ist die ehemalige Stiftskirche des im heutigen Bistumsgebäude ansässigen Stiftes. Der Grundriss der Außenfassade besteht großteils noch von dem um 1150 erbauten Gebäude. Ursprünglich als dreischiffige, querschifflose Kirche mit Doppeltürmen als Westwerk erbaut, wurde sie nach einem Brand zwischen 1267 und 1280 großzügig spätromanisch umgebaut. Die Domkirche ist direkt mit dem Bistumsgebäude verbunden, an die Nordseite der Kirche schließt der Kreuzgang an. Trotz der weitgehenden Erhaltung der spätromanischen Bausubstanz ist der Bau vom mächtigen Südturm mit seiner doppelten Zwiebelhaube und den Kuppellaternen am südlichen Seitenschiff barock geprägt. Vom spätromanischen Bau sind die Apsis und die Südfassade erhalten. | BDA-Hist.: Q94875 Status: § 2a Stand der BDA-Liste: 2025-06-30 Name: Dom Mariae Himmelfahrt GstNr.: .471 St. Pölten Cathedral |
| ja    | Datei hochladen | Ehem. Stadtpalais der Gräfin von Wallenstein HERIS-ID: 25805 Objekt-ID: 22254                                              | Domplatz 4 Standort KG: St. Pölten                       | Das Gebäude reicht bis in die Wiener Straße und hat dort die Hausnummer 27. Ein erstes Gebäude am heutigen Bauplatz ist 1426 urkundlich belegt und wurde bei einem Brand 1474 zerstört. Spätestens 1623 waren die Gebäude wieder aufgebaut. Ab 1720 ließ Sybilla Franziska Gräfin von Wellenstein das Gebäude neu errichten, dabei wurden ältere Mauerteile weiterverwendet. | BDA-Hist.: Q37896517 Status: Bescheid Stand der BDA-Liste: 2025-06-30 Name: Ehem. Stadtpalais der Gräfin von Wallenstein GstNr.: .24 Palais Wallenstein                                                                           |
| ja    | Datei hochladen | Ehem. Gasthof Zu den drei Kronen HERIS-ID: 25237 Objekt-ID: 21654                                                          | Domplatz 7 Standort KG: St. Pölten                       | Das bis ins 14. Jahrhundert zurückreichende Gebäude wurde um 1750 barockisiert. Dabei wurde ein am Dach angebrachter Turm entfernt, er kennzeichnete die Grenze zwischen Stiftsherrschaft und Passauischer Stadtherrschaft. | BDA-Hist.: Q37891230 Status: Bescheid Stand der BDA-Liste: 2025-06-30 Name: Ehem. Gasthof Zu den drei Kronen GstNr.: .28 Gasthof Zu den drei Kronen                                                                               |
| ja    | Datei hochladen | Wohn- und Geschäftshaus Höfinger HERIS-ID: 26320seit 2024                                                                  | Domplatz 9 Standort KG: St. Pölten                       | Das Geschäftshaus wurde von Hubert Gessner im Jahr 1914 erbaut, die Figuren an der Attika zum Herrenplatz hin und oberhalb der Eckrundung stammen von Anton Hanak. | BDA-Hist.: Q126122343 Status: Bescheid Stand der BDA-Liste: 2025-06-30 Name: Wohn- und Geschäftshaus Höfinger GstNr.: .29 Geschäftshaus Höfinger, St. Pölten                                                                      |
| ja    | Datei hochladen | Sparkassengebäude HERIS-ID: 25238seit 2022                                                                                 | Domplatz 11 Standort KG: St. Pölten                      | Das Gebäude stammt aus dem Jahr 1884 von Egen Sehnal. | BDA-Hist.: Q112876526 Status: Bescheid Stand der BDA-Liste: 2025-06-30 Name: Sparkassengebäude GstNr.: .31 Sparkassengebäude Domplatz 11, St. Pölten                                                                              |
| ja    | Datei hochladen | Herz-Jesu-Kirche HERIS-ID: 29374 Objekt-ID: 26018                                                                          | Dr.Karl Renner-Promenade 6 Standort KG: St. Pölten       | Ein im Jahre 1877 errichtetes Wohngebäude mit einer Neorenaissancefassade wurde im Jahre 1885 vom Bischöflichen Alumnat gekauft. Daraufhin wurde 1886 die Kirche in romanisch-gotischen Formen angebaut und gleichzeitig das Wohngebäude zum klösterlichen Institut umgestaltet. Kirche und Kloster werden von der örtlichen Gemeinschaft der Franziskanerinnen von Amstetten benutzt. | BDA-Hist.: Q1614989 Status: § 2a Stand der BDA-Liste: 2025-06-30 Name: Herz-Jesu-Kirche GstNr.: .534 Herz-Jesu-Kirche (St. Pölten)                                                                                                |
| ja    | Datei hochladen | Herz-Jesu-Kloster HERIS-ID: 29375 Objekt-ID: 26020                                                                         | Dr.Karl Renner-Promenade 6 Standort KG: St. Pölten       | Beschreibung unter Herz-Jesu-Kirche | BDA-Hist.: Q63986210 Status: § 2a Stand der BDA-Liste: 2025-06-30 Name: Herz-Jesu-Kloster GstNr.: .518 Herz-Jesu-Kirche (St. Pölten)                                                                                              |
| ja    | Datei hochladen | Wohnhaus HERIS-ID: 25240 Objekt-ID: 21657                                                                                  | Dr.Karl Renner-Promenade 12 Standort KG: St. Pölten      | Das Eckwohnhaus wurde 1903–1904 vom Baumeister Johann Wohlmeyer errichtet. | BDA-Hist.: Q37891250 Status: § 2a Stand der BDA-Liste: 2025-06-30 Name: Wohnhaus GstNr.: 258 Dr. Karl Renner-Promenade 12 |
| ja    | Datei hochladen | Synagoge HERIS-ID: 29382 Objekt-ID: 26027                                                                                  | Dr.Karl Renner-Promenade 22 Standort KG: St. Pölten      | Die St. Pöltner Synagoge war bis zu den Novemberpogromen 1938 die Hauptsynagoge der Israelitischen Kultusgemeinde St. Pölten. Der in den Jahren 1912 bis 1913 von den Architekten Theodor Schreier und Viktor Postelberg im Jugendstil errichtete Tempel ist heute Sitz des Instituts für jüdische Geschichte Österreichs. | BDA-Hist.: Q968195 Status: § 2a Stand der BDA-Liste: 2025-06-30 Name: Synagoge GstNr.: 313/18 St. Pölten synagogue |
| ja    | Datei hochladen | Wohnhaus und Stadtbefestigung HERIS-ID: 22248 Objekt-ID: 18579                                                             | Dr.Karl Renner-Promenade 23 Standort KG: St. Pölten      | Das heutige Gebäude wurde 1850 unter Einbeziehung eines Zwingerturmes der ehemaligen Stadtmauer errichtet. Das Haus war zwischen 1887 und 1926 Wohnhaus von Karl Schneck, dem Gründer der St. Pöltner Feuerwehr. | BDA-Hist.: Q37868134 Status: Bescheid Stand der BDA-Liste: 2025-06-30 Name: Wohnhaus und Stadtbefestigung GstNr.: .355 |
| ja    | Datei hochladen | Turm der Stadtbefestigung und Reste der Stadtmauer HERIS-ID: 4905 Objekt-ID: 763                                           | Dr.Karl Renner-Promenade 29 Standort KG: St. Pölten      | Ab der Mitte des 13. Jahrhunderts verfügte St. Pölten über eine Stadtmauer. Diese wurde bis ins 16. Jahrhundert weiter ausgebaut, am Ende der Ausbauphase bestand die Befestigungsanlage aus zwei Mauern mit dazwischenliegendem Zwinger. Der Turm verband die beiden Mauern und unterbrach den Zwinger. Nach der Wiener Türkenbelagerung 1683 verlor die Stadtbefestigung allmählich ihren ursprünglichen Nutzen. So wurde der Turm von der außerhalb der Stadtmauern liegenden Kattunfabrik mitverwendet, weitere Produktionsgebäude wurden direkt an die Stadtmauer angebaut. Als die gesamte Stadtmauer im 19. Jahrhundert zum Abriss freigegeben wurde blieben die wirtschaftlich genutzten Teile stehen, 1904 wurden in den Turm Wohnungen eingebaut. | BDA-Hist.: Q38103905 Status: § 2a Stand der BDA-Liste: 2025-06-30 Name: Turm der Stadtbefestigung und Reste der Stadtmauer GstNr.: .295/2 Turm der Stadtbefestigung und Reste der Stadtmauer                                      |
| ja    | Datei hochladen | Allgemeines Krankenhaus, Kapelle mit Gang HERIS-ID: 29790 Objekt-ID: 26452                                                 | Dunant-Platz 1 Standort KG: St. Pölten                   | Die Kapelle und der Gang vor derselben sind die einzigen erhaltenen Teile des 1894 bis 1895 nach Plänen von Eugen Sehnal errichteten Franz-Josephs-Krankenhauses (heute Universitätsklinikum St. Pölten). | BDA-Hist.: Q125459783 Status: § 2a Stand der BDA-Liste: 2025-06-30 Name: Allgemeines Krankenhaus, Kapelle mit Gang GstNr.: 1507/3                                                                                                 |
| ja    | Datei hochladen | Villa HERIS-ID: 4914 Objekt-ID: 772                                                                                        | Fuhrmannsgasse 3 Standort KG: St. Pölten                 | Anstelle des heutigen Gebäudes stand seit mindestens 1572 ein Wohnhaus. Der Apotheker Leopold Spora (Siehe auch Alte Spora Apotheke) ließ 1899 anstelle des alten Gebäudes sein neues Wohnhaus errichten. Das villenartige Haus verfügt über eine an den romantischen Historismus angelehnte Backsteinfassade. | BDA-Hist.: Q38107124 Status: Bescheid Stand der BDA-Liste: 2025-06-30 Name: Villa GstNr.: .255 Sporavilla |
| ja    | Datei hochladen | Wohnhaus HERIS-ID: 4917 Objekt-ID: 775                                                                                     | Fuhrmannsgasse 14 Standort KG: St. Pölten                | Vor dem heute bestehenden, im Kern teilweise ins 16. Jahrhundert zurückreichenden, Gebäudes stand seit mindestens 1324 ein Haus mit Schupfen. Hier entstand 1560 eine Brauerei die bis 1798 bestand hatte. Ab 1726 wurde das Gebäude barockisiert, es wird vermutet, dass Jakob Prandtauer an den Planungen beteiligt war. Der Trakt 14a wurde 1907 unter Beibehaltung der Stilrichtung nahezu komplett neu errichtet. | BDA-Hist.: Q38108057 Status: Bescheid Stand der BDA-Liste: 2025-06-30 Name: Wohnhaus GstNr.: .248/2, .248/1 Fuhrmannsgasse 14 & 14a                                                                                               |
| ja    | Datei hochladen | Bürgerhaus HERIS-ID: 23251 Objekt-ID: 19602                                                                                | Fuhrmannsgasse 17 Standort KG: St. Pölten                | Anstelle des nach 1751 erbauten heutigen Gebäudes stand seit mindestens 1367 ein Haus. Der Neubau von 1751 erfolgt unter Einbeziehung älterer Gebäudeteile und wurde vermutlich von Matthias Munggenast, einem Sohn Joseph Munggenasts, durchgeführt. | BDA-Hist.: Q37875242 Status: Bescheid Stand der BDA-Liste: 2025-06-30 Name: Bürgerhaus GstNr.: .289 |
| ja    | Datei hochladen | Städtischer Hauptfriedhof HERIS-ID: 29489 Objekt-ID: 26134                                                                 | Goldegger Straße 52 Standort KG: St. Pölten              | Der Friedhof ist seit dem 2. Juli 1894 in Benützung, zwischen 1909 und 1915 wurde das Gelände bis zum Jüdischen Friedhof und um den westlich angrenzenden Wald („Waldfriedhof“) erweitert. Die heutigen Eingangsgebäude wurden 1962 von Paul Pfaffenbichler geschaffen, vor dem Haupteingang befindet sich der Soldatenfriedhof. | BDA-Hist.: Q37927090 Status: § 2a Stand der BDA-Liste: 2025-06-30 Name: Städtischer Hauptfriedhof GstNr.: .641, .642, 1191/3, 1191/2, 1192/1 Hauptfriedhof (St. Pölten)                                                           |
| ja    | Datei hochladen | Kulturheim Süd, ehem. Voithvilla HERIS-ID: 29751 Objekt-ID: 26413                                                          | Grillparzerstraße 6 Standort KG: St. Pölten              | Das neobarocke Herrenhaus der Voithvilla entstand zwischen 1913 und 1917 nach Plänen von Rudolf Frass. | BDA-Hist.: Q2530509 Status: Bescheid Stand der BDA-Liste: 2025-06-30 Name: Kulturheim Süd, ehem. Voithvilla GstNr.: .1131 Voithvilla                                                                                              |
| ja    | Datei hochladen | Franz Grillparzer Volksschule HERIS-ID: 29502 Objekt-ID: 26148                                                             | Grillparzerstraße 8 Standort KG: St. Pölten              | Die große, secessionistisch beeinflusste Volksschule wurde 1909 für die Stadt St. Pölten nach Plänen von Heinrich Wohlmeyer erbaut. | BDA-Hist.: Q37927206 Status: Bescheid Stand der BDA-Liste: 2025-06-30 Name: Franz Grillparzer Volksschule GstNr.: .380 Franz Grillparzer Volksschule                                                                              |
| ja    | Datei hochladen | Mahnmal HERIS-ID: 29506 Objekt-ID: 26152                                                                                   | im Hammerpark Standort KG: St. Pölten                    | Das Mahnmal für 13 in den letzten Kriegstagen im Hammerpark hingerichteten Widerstandskämpfer wurde 1988 von Hans Kupelwieser gestaltet. Es besteht aus einer nach oben offenen Stahlhalbkugel in der die Namen der Opfer stehen. | BDA-Hist.: Q2567930 Status: § 2a Stand der BDA-Liste: 2025-06-30 Name: Mahnmal GstNr.: 289 Mahnmal für die Widerstandsgruppe Kirchl-Trauttmansdorff                                                                               |
| ja    | Datei hochladen | Städtisches Sommerbad HERIS-ID: 29510 Objekt-ID: 26156                                                                     | Handel Mazzetti-Straße 2 Standort KG: St. Pölten         | Die ehemalige städtische Kaltbadeanstalt entstand 1883, als die Stadt eine seit 1853 bestehende Militärschwimmschule übernahm. In den Jahren bis 1898 wurden die bestehenden Gebäude neu errichtet oder stark umgebaut. | BDA-Hist.: Q37927220 Status: § 2a Stand der BDA-Liste: 2025-06-30 Name: Städtisches Sommerbad GstNr.: .606 |
| ja    | Datei hochladen | Wohnhaus/Villa HERIS-ID: 34909 Objekt-ID: 33410                                                                            | Heidenheimer Straße 15 Standort KG: St. Pölten           | Das Gebäude wurde 1917 von Ferdinand Weinmann errichtet. | BDA-Hist.: Q37960876 Status: Bescheid Stand der BDA-Liste: 2025-06-30 Name: Wohnhaus/Villa GstNr.: 298/3 |
| ja    | Datei hochladen | Mariensäule HERIS-ID: 26316 Objekt-ID: 22787                                                                               | bei Herrenplatz 1 Standort KG: St. Pölten                | Die Säule wurde 1717 aufgrund eines Gelübdes aus der Pestzeit 1713/1714 von der Besitzerin des Hauses Herrenplatz 2 gestiftet. | BDA-Hist.: Q37901206 Status: § 2a Stand der BDA-Liste: 2025-06-30 Name: Mariensäule GstNr.: 1640/17 Mariensäule Herrenplatz |
| ja    | Datei hochladen | Stadtpalais HERIS-ID: 26318 Objekt-ID: 22789                                                                               | Herrenplatz 2 Standort KG: St. Pölten                    | Anstelle des heutigen Baues stand seit spätestens 1420 ein Vorgängerbau. 1724/25 wurde unter Einbeziehung alter Gebäudebestandteile das heutige Haus errichtet, hingegen früherer Vermutungen gilt heute nicht mehr Jakob Prandtauer, sondern Johann Lukas von Hildebrandt als Baumeister. Details der Fassade dürften Joseph Munggenast entstammen. | BDA-Hist.: Q37901219 Status: Bescheid Stand der BDA-Liste: 2025-06-30 Name: Stadtpalais GstNr.: .71 Herrenplatz 2, St. Pölten |
| ja    | Datei hochladen | Wohnhaus HERIS-ID: 26321 Objekt-ID: 22792                                                                                  | Herrenplatz 6 Standort KG: St. Pölten                    | Vor dem aktuellen Bau bestand seit spätestens 1367 ein Vorgängerbau, der 1563 wurde unter Einbeziehung von Gebäudebestandteilen das Haus nahezu vollkommen neu errichtet. Der Zeit nach 1776 entstammt die barocke Fassade. | BDA-Hist.: Q37901247 Status: Bescheid Stand der BDA-Liste: 2025-06-30 Name: Wohnhaus GstNr.: .27 |
| ja    | Datei hochladen | Fabriksanlage Glanzstoff Austria HERIS-ID: 29574 Objekt-ID: 26225seit 2015                                                 | Herzogenburger Straße 69 Standort KG: St. Pölten         | Die verbleibende Gebäude des 1906 errichteten und 2008 geschlossenen Fabriksgeländes der Glanzstoff Austria werden von der New Design University genutzt, für die verbleibenden Bauwerke sind Verwertungspläne in Diskussion. | BDA-Hist.: Q872946 Status: Bescheid Stand der BDA-Liste: 2025-06-30 Name: Fabriksanlage Glanzstoff Austria GstNr.: 1557/73 Glanzstoff Austria                                                                                     |
| ja    | Datei hochladen | Prandtauerkirche zur Maria vom Berge Karmel HERIS-ID: 24218 Objekt-ID: 20595                                               | Heßstraße 1 Standort KG: St. Pölten                      | Die ehemalige Klosterkirche des angrenzenden Karmeliterinnenklosters (Siehe Prandtauerstraße 2) liegt am Rand des Rathausplatzes und wurde anstelle von neun seit mindestens 1367 bestehenden Häusern im Jahr 1707 errichtet. Entgegen früheren Annahmen war Jakob Prandtauer nicht der Baumeister der Kirche, heute wird Matthias Steindl als Schöpfer angegeben. Dabei orientierte er sich an der Linzer Karmelitenkirche. Nachdem das Kloster 1782 aufgelassen wurde diente die Kirche unter anderem als Teil einer Kaserne und als Depot. Nachdem die Kirche 1918 in Besitz der Stadt St. Pölten kam, waren verschiedene Verwendungen in Diskussion, unter anderem als Konzertsaal, Kino oder Museum. 1929 schließlich wurde sie renoviert und ist seither wieder als Kirche in Verwendung. | BDA-Hist.: Q24836723 Status: § 2a Stand der BDA-Liste: 2025-06-30 Name: Prandtauerkirche zur Maria vom Berge Karmel GstNr.: .195/2 Prandtauerkirche                                                                               |
| ja    | Datei hochladen | Wohn- und Geschäftshaus HERIS-ID: 243391seit 2025                                                                          | Heßstraße 4 Standort KG: St. Pölten                      | | BDA-Hist.: Q135181249 Status: Bescheid Stand der BDA-Liste: 2025-06-30 Name: Wohn- und Geschäftshaus GstNr.: .173/2 |
| ja    | Datei hochladen | Überreste des römischen Stadttors in der Heßstraße HERIS-ID: 113799 Objekt-ID: 132179seit 2020                             | bei Heßstraße 6 Standort KG: St. Pölten                  | Überreste eines Tores der römischen Stadt Aelium Cetium | BDA-Hist.: Q105647195 Status: § 9-Feststellung Bodendenkmal Stand der BDA-Liste: 2025-06-30 Name: Überreste des römischen Stadttors in der Heßstraße GstNr.: 100                                                                  |
| ja    | Datei hochladen | Gesundheits- und Jugendamt HERIS-ID: 84791 Objekt-ID: 98940                                                                | Heßstraße 6 Standort KG: St. Pölten                      | Das Gebäude wurde 1923 nach Plänen von Rudolf Frass errichtet und reicht bis zum Rathausplatz. | BDA-Hist.: Q38183983 Status: Bescheid Stand der BDA-Liste: 2025-06-30 Name: Gesundheits- und Jugendamt GstNr.: .173/1, .174/2 |
| ja    | Datei hochladen | Wohn- und Geschäftshaus mit Einfriedung und Abschnitt der ehem. Zwingermauer der Stadtbefestigung HERIS-ID: 26322seit 2025 | Heßstraße 14 Standort KG: St. Pölten                     | | BDA-Hist.: Q135181293 Status: Bescheid Stand der BDA-Liste: 2025-06-30 Name: Wohn- und Geschäftshaus mit Einfriedung und Abschnitt der ehem. Zwingermauer der Stadtbefestigung GstNr.: 90/2                                       |
| ja    | Datei hochladen | Evangelische Kirche HERIS-ID: 29380 Objekt-ID: 26025                                                                       | Heßstraße 18 Standort KG: St. Pölten                     | Der Bau im neugotischen Stil mit ostseitiger Turmfassade zur Julius-Raab-Promenade 8 und Längsfassade zur Heßstraße 18 wurde in den Jahren 1891 bis 1892 nach den Plänen des Architekten Ludwig Schöne errichtet. Der Kirchturm hat ein Pyramidendach, die Kirchturmfassade hat ein Spitzbogenportal, ein Tympanon mit Relief Agnus Dei und ein Rosettenfenster. Die Fassade mit Ritzquaderung hat getreppte Strebepfeiler, Spitzbogenfenster und eine Traufe mit Rundbogenfries. | BDA-Hist.: Q1381104 Status: § 2a Stand der BDA-Liste: 2025-06-30 Name: Evangelische Kirche GstNr.: .573 St. Pölten Protestant Church                                                                                              |
| ja    | Datei hochladen | Evangelisches Pfarrhaus HERIS-ID: 29381 Objekt-ID: 26026                                                                   | Heßstraße 20 Standort KG: St. Pölten                     | Das im Westen an die Kirche angestellte Pfarrhaus wurde im Jahre 1900 nach den Plänen des Architekten Josef Zeillinger erbaut. Die Hauptfassade im neugotischen Stil zum Schießstattring 19 zeigt eine abgesetzte Mittelachse mit hochgezogenem Spitzgiebel und eine Traufe mit Rundbogenfries. | BDA-Hist.: Q63986152 Status: Bescheid Stand der BDA-Liste: 2025-06-30 Name: Evangelisches Pfarrhaus GstNr.: .757 Evangelisches Pfarrhaus (St. Pölten)                                                                             |
| ja    | Datei hochladen | Kriegerdenkmal HERIS-ID: 26323 Objekt-ID: 22794                                                                            | vor Hofstatt 1 Standort KG: St. Pölten                   | Die Statue auf hohem quadratischem Sockel wurde 1928/29 von Wilhelm Frass gestaltet. | BDA-Hist.: Q37901262 Status: § 2a Stand der BDA-Liste: 2025-06-30 Name: Kriegerdenkmal GstNr.: 1640/23 Kriegerdenkmal Hofstatt St. Pölten                                                                                         |
| ja    | Datei hochladen | Ehem. Offizierswohnhaus HERIS-ID: 29577 Objekt-ID: 26228                                                                   | Hötzendorfstraße 1 Standort KG: St. Pölten               | Das dreigeschoßige, späthistoristische Eckwohnhaus wurde 1894 von Heinrich Wohlmeyer für eigene Wohnzwecke errichtet. | BDA-Hist.: Q37927433 Status: Bescheid Stand der BDA-Liste: 2025-06-30 Name: Ehem. Offizierswohnhaus GstNr.: .630/3 |
| ja    | Datei hochladen | Ehem. Kommandogebäude HERIS-ID: 29578 Objekt-ID: 26229                                                                     | Hötzendorfstraße 4 Standort KG: St. Pölten               | Das secessionistisch geprägte heutige Wohnhaus wurde 1898–1899 von Heinrich Wohlmeyer als Ersatz für die Kaserne am Rathausplatz errichtet. | BDA-Hist.: Q37927438 Status: Bescheid Stand der BDA-Liste: 2025-06-30 Name: Ehem. Kommandogebäude GstNr.: .727 Ehemaliges Kommandogebäude                                                                                         |
| ja    | Datei hochladen | Ehem. Unteroffizierswohnhaus HERIS-ID: 29580 Objekt-ID: 26231                                                              | Hötzendorfstraße 6 Standort KG: St. Pölten               | Das heutige Wohnhaus wurde 1911–1912 als Unterkunft für die Unteroffiziere der k.k. Landwehr erbaut. | BDA-Hist.: Q37927448 Status: Bescheid Stand der BDA-Liste: 2025-06-30 Name: Ehem. Unteroffizierswohnhaus GstNr.: .1094 |
| ja    | Datei hochladen | Landeskindergarten HERIS-ID: 29584 Objekt-ID: 26235                                                                        | Jahnstraße 20 Standort KG: St. Pölten                    | Die ebenerdige Villa mit ausgebautem Mansardendach wurde 1914 von Rudolf Frass für Carl Salzer, Miteigentümer von Salzer Papier, errichtet und beherbergt heute einen Kindergarten. | BDA-Hist.: Q37927457 Status: § 2a Stand der BDA-Liste: 2025-06-30 Name: Landeskindergarten GstNr.: .1128 |
| ja    | Datei hochladen | Dr.-Theodor-Körner-Hauptschule HERIS-ID: 81719 Objekt-ID: 95499                                                            | Johann Gasser-Straße 7 Standort KG: St. Pölten           | Die Dr.-Theodor-Körner-Hauptschule wurde 1949–1955 nach Plänen des Stadtbaudirektors Tassilo Lendenfeld für die Stadt St. Pölten errichtet. Das Gebäude besteht aus zwei rechtwinklig am gemeinsamen Vorplatz liegenden Gebäudeteilen, turmartig erhöhten Ecktrakten sowie zwei langgezogenen Nebentrakten. In den Ecktrakten liegen die jeweiligen Eingänge zu den ursprünglich getrennten Knaben- und Mädchenschulen, darin befinden sich die Hauptstiegenhäuser mit Fresken von Maria Sturm an den Decken. | BDA-Hist.: Q30061635 Status: § 2a Stand der BDA-Liste: 2025-06-30 Name: Dr.-Theodor-Körner-Hauptschule GstNr.: .349/2 Dr.-Theodor-Körner-Hauptschule                                                                              |
| ja    | Datei hochladen | Ehem. Schülerinnen-Internat HERIS-ID: 29585 Objekt-ID: 26236                                                               | Josefstraße 7 Standort KG: St. Pölten                    | Das 1900 errichtete Eckwohnhaus weist sowohl secessionistische als auch historistische Fassadenelemente auf und dient heute dem Magistrat zu Bürozwecken. | BDA-Hist.: Q37927463 Status: Bescheid Stand der BDA-Liste: 2025-06-30 Name: Ehem. Schülerinnen-Internat GstNr.: .776 |
| ja    | Datei hochladen | Kommunaler Wohnbau HERIS-ID: 29589 Objekt-ID: 26241                                                                        | Josefstraße 58, 60, 62, 64 Standort KG: St. Pölten       | Die Wohnhausanlage wurde 1925–1926 nach Plänen des Stadtbaudirektors Hermann Richter erbaut. Der zwölfachsige Haupttrakt wird beidseitig von je einem vier- und einem zweiachsigen Rücksprung begrenzt. | BDA-Hist.: Q37927472 Status: Bescheid Stand der BDA-Liste: 2025-06-30 Name: Kommunaler Wohnbau GstNr.: .1931, .1932, .1933, .1934 Josefstraße 58-64                                                                               |
| ja    | Datei hochladen | Elisenvilla HERIS-ID: 26328 Objekt-ID: 22799                                                                               | Julius Raab-Promenade 18 Standort KG: St. Pölten         | Die streng historistische Villa wurde 1883–1884 von Johann Wohlmeyer für Elise Iechl erbaut. | BDA-Hist.: Q37901277 Status: Bescheid Stand der BDA-Liste: 2025-06-30 Name: Elisenvilla GstNr.: 237/1 |
| ja    | Datei hochladen | Kommunaler Wohnbau HERIS-ID: 26329 Objekt-ID: 22800                                                                        | Julius Raab-Promenade 20 Standort KG: St. Pölten         | Das Wohnhaus wurde 1924–1925 nach Plänen des Stadtbaudirektors Hermann Richter errichtet und zeigt Gestaltungselemente des Neoklassizismus. | BDA-Hist.: Q37901307 Status: Bescheid Stand der BDA-Liste: 2025-06-30 Name: Kommunaler Wohnbau GstNr.: .1770 |
| ja    | Datei hochladen | Brunnen HERIS-ID: 29784 Objekt-ID: 26446                                                                                   | vor Kardinal Franz König-Platz 1 Standort KG: St. Pölten | Die Brunnenanlage wurde 1937–1938 von Rudolf Wondracek und Ferdinand Andri geschaffen. Hinter einem dreieckigen Brunnenbecken steht auf einer hohen Stele das Wappentier St. Pöltens, der Passauer Wolf. | BDA-Hist.: Q37927998 Status: § 2a Stand der BDA-Liste: 2025-06-30 Name: Brunnen GstNr.: 1639/4 Passauer Wolf Brunnen, St. Pölten                                                                                                  |
| ja    | Datei hochladen | Wohnhaus, ehem. bischöfliches Taubstummeninstitut HERIS-ID: 4437 Objekt-ID: 282                                            | Klostergasse 15 Standort KG: St. Pölten                  | Die beiden Vorgängerbauten waren seit mindestens 1426 im Besitz des Klosters Baden, ab 1692 errichtete Jakob Prandtauer anstelle der Gebäude seinen Wohnhaus. 1865 wurde das Gebäude vom bischöflichen Taubstummeninstitut erworben, heute sind verschiedene Diözesanorganisationen im Gebäude untergebracht. | BDA-Hist.: Q37941266 Status: § 2a Stand der BDA-Liste: 2025-06-30 Name: Wohnhaus, ehem. bischöfliches Taubstummeninstitut GstNr.: 21 Prandtauer-Wohnhaus                                                                          |
| ja    | Datei hochladen | Kath. Pfarrkirche hl. Josef HERIS-ID: 29377 Objekt-ID: 26022                                                               | Kranzbichlerstraße 24a Standort KG: St. Pölten           | Die breite dreischiffige Pfeilerbasilika unter einem Satteldach mit einem Querhaus wurde von 1924 bis 1929 in romanischen Stil nach den Plänen des Baumeisters Matthäus Schlager erbaut. | BDA-Hist.: Q1396084 Status: § 2a Stand der BDA-Liste: 2025-06-30 Name: Kath. Pfarrkirche hl. Josef GstNr.: .1921 Josefskirche (St. Pölten)                                                                                        |
| ja    | Datei hochladen | Wohnhaus, Teil einer Gebäudegruppe HERIS-ID: 106093 Objekt-ID: 123193                                                      | Kranzbichlerstraße 61 Standort KG: St. Pölten            | Teil der Gebäudegruppe „Bauvereinshäuser“, Details unter August Hassack-Straße 16. | BDA-Hist.: Q64512508 Status: Bescheid Stand der BDA-Liste: 2025-06-30 Name: Wohnhaus, Teil einer Gebäudegruppe GstNr.: .934 Bauvereinshäuser                                                                                      |
| ja    | Datei hochladen | Wohnhaus, Teil einer Gebäudegruppe HERIS-ID: 106094 Objekt-ID: 123194                                                      | Kranzbichlerstraße 63 Standort KG: St. Pölten            | Teil der Gebäudegruppe „Bauvereinshäuser“, Details unter August Hassack-Straße 16. | BDA-Hist.: Q64512510 Status: Bescheid Stand der BDA-Liste: 2025-06-30 Name: Wohnhaus, Teil einer Gebäudegruppe GstNr.: .935 Bauvereinshäuser                                                                                      |
| ja    | Datei hochladen | Wohnhaus, Teil einer Gebäudegruppe HERIS-ID: 106095 Objekt-ID: 123195                                                      | Kranzbichlerstraße 65 Standort KG: St. Pölten            | Teil der Gebäudegruppe „Bauvereinshäuser“, Details unter August Hassack-Straße 16. | BDA-Hist.: Q64512511 Status: Bescheid Stand der BDA-Liste: 2025-06-30 Name: Wohnhaus, Teil einer Gebäudegruppe GstNr.: .936 Bauvereinshäuser                                                                                      |
| ja    | Datei hochladen | Wohnhaus, Teil einer Gebäudegruppe HERIS-ID: 106096 Objekt-ID: 123196                                                      | Kranzbichlerstraße 67 Standort KG: St. Pölten            | Teil der Gebäudegruppe „Bauvereinshäuser“, Details unter August Hassack-Straße 16. | BDA-Hist.: Q64512512 Status: Bescheid Stand der BDA-Liste: 2025-06-30 Name: Wohnhaus, Teil einer Gebäudegruppe GstNr.: .937 Bauvereinshäuser                                                                                      |
| ja    | Datei hochladen | Wohnhaus, Teil einer Gebäudegruppe HERIS-ID: 106097 Objekt-ID: 123197                                                      | Kranzbichlerstraße 69 Standort KG: St. Pölten            | Teil der Gebäudegruppe „Bauvereinshäuser“, Details unter August Hassack-Straße 16. | BDA-Hist.: Q64512513 Status: Bescheid Stand der BDA-Liste: 2025-06-30 Name: Wohnhaus, Teil einer Gebäudegruppe GstNr.: .938 Bauvereinshäuser                                                                                      |
| ja    | Datei hochladen | Ehem. Grandhotel Pittner (Zum rothen Krebs) HERIS-ID: 4450 Objekt-ID: 295                                                  | Kremser Gasse 18 Standort KG: St. Pölten                 | Das ehemalige Grandhotel Pittner befand sich auf dem gesamten Block zwischen Kremser Gasse, Klostergasse, Grenzgasse und Stiftgasse und bestand aus mehreren Einzelbauten. Das Stammhaus befand sich an der Ecke Kremser Gasse und Klostergasse. Dort stand seit zumindest 1367 ein Gebäude, 1674 wird erstmals das Gasthaus Zum goldenen Krebs genannt. In der Zeit zwischen 1837 und 1913 wurde der Komplex mehrfach erweitert, unter anderem von Johann Wohlmeyer. Nach der Stilllegung des Hotels 1984 wurde das Gebäude ab 1995 zu einem Ärztezentrum umfunktioniert. | BDA-Hist.: Q18412087 Status: Bescheid Stand der BDA-Liste: 2025-06-30 Name: Ehem. Grandhotel Pittner (Zum rothen Krebs) GstNr.: .100, .101, .102 Grandhotel Pittner                                                               |
| ja    | Datei hochladen | Wohn- und Geschäftshaus HERIS-ID: 25874 Objekt-ID: 22323                                                                   | Kremser Gasse 41 Standort KG: St. Pölten                 | Das als eines der bedeutendsten Jugendstilgebäude St. Pöltens geltende Wohnhaus wurde 1899 anstelle eines vorher bestehenden Baus errichtet. Bauherr war der Primar des Krankenhauses Hermann Stöhr, Architekt Joseph Maria Olbrich. Vermittelt wurde die Arbeit durch Ernst Stöhr, dem Bruder Hermann Stöhrs und Mitbegründer der Wiener Secession, er gestaltete auch das Fassadenbild. | BDA-Hist.: Q9347617 Status: Bescheid Stand der BDA-Liste: 2025-06-30 Name: Wohn- und Geschäftshaus GstNr.: .418/2 Stöhr- oder Olbrichhaus                                                                                         |
| ja    | Datei hochladen | Kath. Pfarrkirche Maria Lourdes HERIS-ID: 29378 Objekt-ID: 26023                                                           | Kremser Landstraße 48 Standort KG: St. Pölten            | Die Planungen für eine neue Kirche zwischen Innenstadt und Viehofen begannen spätestens 1953 durch Gründung eines Kirchenbauvereins. Als die Pläne 1958 konkreter wurden jährten sich die Marienerscheinungen in Lourdes gerade zum hundertsten mal, weswegen die Kirche später auf Maria Lourdes geweiht wurde. Nach einem Architektenwettbewerb, den Franz Barnath gewann, folgte 1959 die Grundsteinlegung, 1961 wurde die Kirche geweiht. | BDA-Hist.: Q30882109 Status: § 2a Stand der BDA-Liste: 2025-06-30 Name: Kath. Pfarrkirche Maria Lourdes GstNr.: 1499/1 Lourdeskirche (St. Pölten)                                                                                 |
| ja    | Datei hochladen | Kaiser-Franz-Joseph-Denkmal HERIS-ID: 29859 Objekt-ID: 26523                                                               | bei Landhausplatz 1 (Haus 3) Standort KG: St. Pölten     | Das konkav geformte Denkmal wurde 1914 errichtet und gedenkt an den Besuch Kaiser Franz Josephs nach Abschluss der Traisenregulierung, im Zuge des Baus des Regierungsviertels wurde es an seinen heutigen Standort versetzt. | BDA-Hist.: Q37928217 Status: § 2a Stand der BDA-Liste: 2025-06-30 Name: Kaiser-Franz-Joseph-Denkmal GstNr.: 278/4 Kaiser-Franz-Joseph-Denkmal St. Pölten                                                                          |
| ja    | Datei hochladen | Wohnhaus HERIS-ID: 26161 Objekt-ID: 22626                                                                                  | Lederergasse 5 Standort KG: St. Pölten                   | Anstelle des heutigen Baus stand seit spätestens 1367 das Haus eines Lederers namens Tünglinus. Das heutige Haus wurde im frühen 18. Jahrhundert errichtet, die Fassadengestaltung folgte 1775 und wird Matthias Munggenast zugeschrieben. | BDA-Hist.: Q37899917 Status: Bescheid Stand der BDA-Liste: 2025-06-30 Name: Wohnhaus GstNr.: .300 Lederergasse 5, St. Pölten |
| ja    | Datei hochladen | Wohnhaus HERIS-ID: 26162 Objekt-ID: 22627                                                                                  | Lederergasse 7 Standort KG: St. Pölten                   | Anstelle des heutigen Baus stand seit spätestens 1367 das Haus eines Lederers namens Friedrich. Um 1600 wurde das Gebäude nahezu komplett neu errichtet, ab 1889 wurde der Hoftrakt stark erweitert. 1975 wurde die Fassade neu gestaltet. | BDA-Hist.: Q37899930 Status: Bescheid Stand der BDA-Liste: 2025-06-30 Name: Wohnhaus GstNr.: 168 |
| ja    | Datei hochladen | Ehem. Palais Seitzenburg HERIS-ID: 26163 Objekt-ID: 22628                                                                  | Lederergasse 8 Standort KG: St. Pölten                   | Anstelle des heutigen Baus stand seit spätestens 1367 das Haus eines Fridericus Hauser. Das barocke Palais Seitzenburg wurde zwischen 1756 und 1761 als Wohnhaus errichtet und wurde ab 1785 teilweise als Faktorei der direkt hinter der angrenzenden Stadtmauer liegenden Kattunfabrik genutzt. | BDA-Hist.: Q37899944 Status: Bescheid Stand der BDA-Liste: 2025-06-30 Name: Ehem. Palais Seitzenburg GstNr.: .354 |
| ja    | Datei hochladen | Wohn- und Geschäftshaus HERIS-ID: 26164 Objekt-ID: 22629                                                                   | Lederergasse 9 Standort KG: St. Pölten                   | Das heutige Bauwerk besteht aus dem aus der Mitte des 14. Jahrhunderts stammenden Südteil sowie dem aus dem späten 16. Jahrhundert stammenden Nordteil. Eine erste Erwähnung fand das Bauwerk 1367 als Haus eines Lederers namens Heinrich. | BDA-Hist.: Q37899958 Status: Bescheid Stand der BDA-Liste: 2025-06-30 Name: Wohn- und Geschäftshaus GstNr.: 167 |
| ja    | Datei hochladen | Ehem. Palais Herberstein, Nagl-Voelklhaus HERIS-ID: 26204 Objekt-ID: 22673                                                 | Linzer Straße 2 Standort KG: St. Pölten                  | Die Hauptfassade des Gebäudes zeigt zum Riemerplatz und hat dort die Hausnummer 1. Das Haus, dessen Stelle schon seit mindestens 1367 bebaut ist, wurde um 1725 wahrscheinlich von Joseph Munggenast barockisiert. Neben dem Grafen Herberstein war auch der St. Pöltner Bürgermeister Wilhelm Voelkl einer der Eigentümer des Gebäudes. | BDA-Hist.: Q37900163 Status: Bescheid Stand der BDA-Liste: 2025-06-30 Name: Ehem. Palais Herberstein, Nagl-Voelklhaus GstNr.: .161 Palais Herberstein (St. Pölten)                                                                |
| ja    | Datei hochladen | Wohnhaus HERIS-ID: 26167 Objekt-ID: 22633                                                                                  | Linzer Straße 6 Standort KG: St. Pölten                  | Rückseite des Rathauses St. Pölten | BDA-Hist.: Q37899994 Status: § 2a Stand der BDA-Liste: 2025-06-30 Name: Wohnhaus GstNr.: .166/2 |
| ja    | Datei hochladen | Institut der Englischen Fräulein und Klosterkirche zur unbefleckten Empfängnis HERIS-ID: 26160 Objekt-ID: 22625            | Linzer Straße 9 Standort KG: St. Pölten                  | Der Komplex des Institutes der Englischen Fräulein erstreckt sich von der Linzer Straße bis zur Schneckgasse, zwischen dem barocken Bau in der Linzer Straße und dem 1929 errichteten Gymnasium an der Schneckgasse liegt der Klostergarten. Der barocke Klostertrakt wurde 1706 erstmals bezogen und in den folgenden Jahrzehnten laufend erweitert. Ab 1748 erhielt das Institut sein heutiges Aussehen, beteiligte Künstler waren unter anderem Gottfried Kirschner, der Sohn Peter Widerins und Bartolomeo Altomonte. | BDA-Hist.: Q37899901 Status: § 2a Stand der BDA-Liste: 2025-06-30 Name: Institut der Englischen Fräulein und Klosterkirche zur unbefleckten Empfängnis GstNr.: .473, .217 Institut & Klosterkirche Englische Fräulein, St. Pölten |
| ja    | Datei hochladen | Ehem. Gasthof Zum goldenen Löwen HERIS-ID: 26172 Objekt-ID: 22638                                                          | Linzer Straße 16 Standort KG: St. Pölten                 | Das heutige Gebäude beherbergt die Bühne im Hof und reicht bis zur Julius-Raab-Promenade. Anstelle des heutigen Baus stand 1367 das Haus eines Fleischhauers namens „Dietrich Zuksweret“. In den folgenden Jahrhunderten wurden Gebäudeteile mehrfach neu errichtet und aufgestockt, 1928–1930 erhielt der Bau sein heutiges Aussehen. | BDA-Hist.: Q37900010 Status: Bescheid Stand der BDA-Liste: 2025-06-30 Name: Ehem. Gasthof Zum goldenen Löwen GstNr.: .200 |
| ja    | Datei hochladen | Wohnhaus HERIS-ID: 26175 Objekt-ID: 22641                                                                                  | Linzer Straße 19 Standort KG: St. Pölten                 | Das Gebäude wird erstmals 1533 erwähnt, seit 1788 im Eigentum der Familie Klaus, unter anderem lebte hier der St. Pöltner Bürgermeister Matthias Klaus. 1833 ließ der Sohn die Fassade gemeinsam mit der des Hauses Nr. 21 biedermeierlich neu gestalten. | BDA-Hist.: Q37900040 Status: Bescheid Stand der BDA-Liste: 2025-06-30 Name: Wohnhaus GstNr.: 113 Wohnhaus, Linzer Straße 19, St. Pölten                                                                                           |
| ja    | Datei hochladen | Ehem. Notkraftwerk der Mariazeller Bahn HERIS-ID: 56942 Objekt-ID: 66580seit 2019                                          | Linzer Straße 80 Standort KG: St. Pölten                 | Das Bauwerk nahe der Stockingerbrücke wurde 1908 erbaut. | BDA-Hist.: Q105645855 Status: Bescheid Stand der BDA-Liste: 2025-06-30 Name: Ehem. Notkraftwerk der Mariazeller Bahn GstNr.: 1676/2 Notkraftwerk der Mariazeller Bahn                                                             |
| ja    | Datei hochladen | Wohnhaus HERIS-ID: 29743 Objekt-ID: 26405                                                                                  | Maria Emhart-Straße 2, 4, 6 Standort KG: St. Pölten      | Der Wohnbau wurde 1924 von der Stadt St. Pölten nach Plänen von Josef Weidinger errichtet. Der risalitartige Haupttrakt wird mit einem hohen Spitzgiebel abgeschlossen, die Seitentrakte werden im zweiten Obergeschoß mit einem Sohlbankgesims abgeschlossen. | BDA-Hist.: Q37927885 Status: § 2a Stand der BDA-Liste: 2025-06-30 Name: Wohnhaus GstNr.: .1435, .1436, .1437 |
| ja    | Datei hochladen | Umfriedung und Pavillon der ehem. Villa Voith HERIS-ID: 99234 Objekt-ID: 115336                                            | Maria Theresia-Straße 23 Standort KG: St. Pölten         | Die Umfriedung aus den Jahren zwischen 1910 und 1917 ist im Original erhalten. Im parkartigen Garten der Villa besteht ein kleiner Pavillon mit zierlich gedrehten Stützen. | BDA-Hist.: Q64485921 Status: § 2a Stand der BDA-Liste: 2025-06-30 Name: Umfriedung und Pavillon der ehem. Villa Voith GstNr.: 341/1 Voithvilla                                                                                    |
| ja    | Datei hochladen | Pförtnerhaus HERIS-ID: 29754 Objekt-ID: 26416                                                                              | Maria Theresia-Straße 23 Standort KG: St. Pölten         | Das Pförtnerhaus der Villa Voith wurde 1910 nach Plänen von Rudolf Frass errichtet. | BDA-Hist.: Q64485920 Status: Bescheid Stand der BDA-Liste: 2025-06-30 Name: Pförtnerhaus GstNr.: .993 Voithvilla |
| ja    | Datei hochladen | Kunstmühle am Bischofsteich HERIS-ID: 29786 Objekt-ID: 26448                                                               | Parkpromenade 3 Standort KG: St. Pölten                  | Die ursprünglich Neumühle vor dem Wiener Tor genannte Mühle wurde ab 1575 errichtet. Zwischen 1624 und 1626 wurden kurzzeitig Taler in ihr geprägt, danach fand sie als Getreidemühle Verwendung. 1724 gelangte sie in Besitz des St. Pöltner Klosters, ab 1868 war Anton Singer Eigentümer. Er baute sie auch zur Kunstmühle aus. Heute besteht nur mehr das spätbarocke Wohnhaus der Mühle. | BDA-Hist.: Q37928005 Status: § 2a Stand der BDA-Liste: 2025-06-30 Name: Kunstmühle am Bischofsteich GstNr.: .319/2 Kunstmühle am Bischofsteich                                                                                    |
| ja    | Datei hochladen | Alter jüdischer Friedhof HERIS-ID: 99028 Objekt-ID: 115021                                                                 | neben Pernerstorferplatz 12 Standort KG: St. Pölten      | Der alte jüdische Friedhof in St. Pölten wurde 1859 angelegt und nach Anlage des neuen jüdischen Friedhofs beim Hauptfriedhof 1906 geschlossen. Nach dem „Anschluss“ übernahm die Stadtverwaltung den Friedhof und arisierte die Liegenschaft, die Grabsteine wurden abgetragen. Heute steht auf dem Grundstück ein öffentlich zugänglicher Gedenkstein. | BDA-Hist.: Q37773216 Status: § 2a Stand der BDA-Liste: 2025-06-30 Name: Alter jüdischer Friedhof GstNr.: 471/1 Alter Jüdischer Friedhof (St. Pölten)                                                                              |
| ja    | Datei hochladen | Karmeliterhof, Stadtmuseum HERIS-ID: 24219 Objekt-ID: 20596                                                                | Prandtauerstraße 2 Standort KG: St. Pölten               | Das ehemalige Kloster wurde nach Plänen von Martin Witterer ab 1707 von Jakob Prandtauer errichtet und beherbergt heute neben Stadtmuseum und Stadtarchiv auch einige Magistratsabteilungen. | BDA-Hist.: Q37883022 Status: Bescheid Stand der BDA-Liste: 2025-06-30 Name: Karmeliterhof, Stadtmuseum GstNr.: .195/1 Stadtmuseum St. Pölten, Karmeliterhof                                                                       |
| ja    | Datei hochladen | Bürgerhaus HERIS-ID: 26183seit 2021                                                                                        | Prandtauerstraße 3 Standort KG: St. Pölten               | | BDA-Hist.: Q107499094 Status: Bescheid Stand der BDA-Liste: 2025-06-30 Name: Bürgerhaus GstNr.: .168 |
| ja    | Datei hochladen | Stadtpalais, ehem. Posthaus HERIS-ID: 26184 Objekt-ID: 22650                                                               | Frauenplatz 1 Standort KG: St. Pölten                    | Der Vorgängerbau des heutigen Gebäudes fand erstmals 1367 Erwähnung, zwischen 1584 und 1705 war es durchgehend als Gasthof in Verwendung. Ab diesem Jahr war das Haus eine Poststation. 1741 folgte ein nahezu kompletter Neubau nach Plänen Joseph Munggenasts. | BDA-Hist.: Q37900071 Status: Bescheid Stand der BDA-Liste: 2025-06-30 Name: Stadtpalais, ehem. Posthaus GstNr.: .196 Steingötterhof                                                                                               |
| ja    | Datei hochladen | Ehem. Klosterwirtshaus HERIS-ID: 29787 Objekt-ID: 26449                                                                    | Prater 1 Standort KG: St. Pölten                         | Das 1750 als Keller des Klosters errichtete Gebäude war vom Anfang des 19. Jahrhunderts bis 1978 ein Gasthaus. Der spätbarocke, stattliche Bau stammt vermutlich von Franz Munggenast. | BDA-Hist.: Q37928012 Status: Bescheid Stand der BDA-Liste: 2025-06-30 Name: Ehem. Klosterwirtshaus GstNr.: .466 |
| ja    | Datei hochladen | Wohn- und Geschäftshaus, Schuberthaus HERIS-ID: 26188 Objekt-ID: 22655                                                     | Rathausgasse 2 Standort KG: St. Pölten                   | Anstelle des heute Schuberthaus genannten Gebäudes stand zumindest seit 1367 ein Vorgängerbau. Das heutige Bauwerk wurde um 1600 errichtet und um 1730 von Joseph Munggenast barockisiert. Über dem Portal brachte Wilhelm Frass 1912 ein Franz-Schubert-Relief an. | BDA-Hist.: Q37900087 Status: Bescheid Stand der BDA-Liste: 2025-06-30 Name: Wohn- und Geschäftshaus, Schuberthaus GstNr.: .165 Rathausgasse 2                                                                                     |
| ja    | Datei hochladen | Dreifaltigkeitssäule HERIS-ID: 26193 Objekt-ID: 22660                                                                      | gegenüber Rathausplatz 17 Standort KG: St. Pölten        | Die spätbarocke Dreifaltigkeitssäule entstand zwischen 1753 und 1782. Sie gilt als späteste Barocksäule Niederösterreichs, die Kombination mit einer Brunnenanlage ist eine seltene Bauform | BDA-Hist.: Q37900101 Status: § 2a Stand der BDA-Liste: 2025-06-30 Name: Dreifaltigkeitssäule GstNr.: 1640/1 Dreifaltigkeitssäule (St. Pölten)                                                                                     |
| ja    | Datei hochladen | Rathaus HERIS-ID: 26194 Objekt-ID: 22661                                                                                   | Rathausplatz 1 Standort KG: St. Pölten                   | Die erste Erwähnung als Rathaus findet sich 1503, das damals gekaufte Haus war die Osthälfte des heutigen Baus. Die westliche Hälfte wurde 1567 erworben und in den darauffolgenden Jahren zu dem heutigen Gebäude verbunden. Der achteckige Rathausturm, der ursprünglich als Getreidespeicher und Zeughaus diente, wurde 1591 fertiggestellt. Das heutige barocke Aussehen erhielt das Rathaus in der ersten Hälfte des 18. Jahrhunderts, 1727 gestaltete Joseph Munggenast die Fassade komplett neu. | BDA-Hist.: Q971175 Status: § 2a Stand der BDA-Liste: 2025-06-30 Name: Rathaus GstNr.: .166/1, .166/2 St. Pölten Town hall |
| ja    | Datei hochladen | Wohn- und Geschäftshaus HERIS-ID: 26195seit 2025                                                                           | Rathausplatz 2 Standort KG: St. Pölten                   | Das Gebäude mit dem Runderker wurde 1923 von Rudolf Frass erbaut. | BDA-Hist.: Q123115190 Status: Bescheid Stand der BDA-Liste: 2025-06-30 Name: Wohn- und Geschäftshaus GstNr.: .173/3 |
| ja    | Datei hochladen | Dorotheumgebäude HERIS-ID: 26196seit 2025                                                                                  | Rathausplatz 3,4 Standort KG: St. Pölten                 | Die Zweigstelle des Dorotheums stammt aus dem Jahr 1924 von Rudolf Frass. | BDA-Hist.: Q123115187 Status: Bescheid Stand der BDA-Liste: 2025-06-30 Name: Dorotheumgebäude GstNr.: .174/1 Dorotheum (St. Pölten)                                                                                               |
| ja    | Datei hochladen | Ehem. Palais Montecuccoli HERIS-ID: 26197 Objekt-ID: 22664                                                                 | Rathausplatz 5 Standort KG: St. Pölten                   | Der Vorgängerbau wurde 1367 erstmals erwähnt und 1719 von Maria Antonia Montecuccoli, der Witwe von Leopold Philipp Montecuccoli, erworben. Unter ihr wurde das heutige Gebäude errichtet. Das sechsachsige Gebäude hat zum Platz hin eine repräsentative Barockfassade. Es wurde wahrscheinlich von Joseph Munggenast geplant, der Bau jedoch von seinem Sohn Franz ausgeführt. | BDA-Hist.: Q37900127 Status: Bescheid Stand der BDA-Liste: 2025-06-30 Name: Ehem. Palais Montecuccoli GstNr.: .175 Palais Montecuccoli                                                                                            |
| ja    | Datei hochladen | Ehem. Hauptschule, Musikverein HERIS-ID: 34941 Objekt-ID: 33479                                                            | Rathausplatz 6 Standort KG: St. Pölten                   | Der Kern des heutigen Gebäudes entstand gegen 1250, seine platzseitige Fassade war damals etwa 10 Meter westlich der heutigen. Gegen 1600 wurde ein zweigeschoßiger Vorbau errichtet, 1695 der Haupttrakt erneuert. 1697 war die möglicherweise auf Jakob Prandtauer zurückgehende Fassade schon dreistöckig, das heutige Aussehen erhielt das Gebäude allerdings erst 1750 durch Josef Wissgrill. 1776 erwarb Kaiserin Maria Theresia das Gebäude und verlegte die Deutsche Hauptschule von Krems hierher. Bis 1875 wurde das Haus als Schule verwendet, seither dient es Wohnzwecken. Seit 1958 ist im Erdgeschoß die städtische Bestattung untergebracht. | BDA-Hist.: Q37960936 Status: Bescheid Stand der BDA-Liste: 2025-06-30 Name: Ehem. Hauptschule, Musikverein GstNr.: .176 Former Hauptschule, Musikverein, St. Pölten                                                               |
| ja    | Datei hochladen | Wohn- und Geschäftshaus HERIS-ID: 26198 Objekt-ID: 22666                                                                   | Rathausplatz 7 Standort KG: St. Pölten                   | Das Haus geht im Kern auf einen Umbau eines bestehenden Gebäudes im frühen 17. Jahrhundert zurück, das in der ersten Hälfte des 18. Jahrhunderts barockisiert wurde. Seit spätestens 1838 befand sich ein Bettfedernhändler im Gebäude. 1910 erwarb Rudolf Leiner Senior das Gebäude, es ist somit das Stammhaus der Leinerkette. Die letzten Jahre seines Lebens diente es Rudolf Leiner als Wohngebäude. | BDA-Hist.: Q37900137 Status: Bescheid Stand der BDA-Liste: 2025-06-30 Name: Wohn- und Geschäftshaus GstNr.: .177 Leiner-Stammhaus                                                                                                 |
| ja    | Datei hochladen | Landestheater Niederösterreich HERIS-ID: 26199 Objekt-ID: 22667                                                            | Rathausplatz 11 Standort KG: St. Pölten                  | Anstelle des heutigen Theaters befanden sich zwei Gebäude, die beim Stadtbrand 1657 vernichtet wurden. Die Stadt St. Pölten übernahm die Ruinen und errichtete dort das so genannte militärische Stockhaus. 1820 erwarb die Gesellschaft des Theaterbaus in St. Pölten das Haus und ließ es zum Theater umbauen. Nach finanziellen Schwierigkeiten stand das Gebäude zwischen 1837 und 1849 leer, bis die Stadt das Theater zurück erwarb und den Schauspielbetrieb weiterführte. Nach dem Ringtheaterbrand 1881 wurde das Theater gesperrt, die Bühnenbilder und der Vorhang wurden zwischengelagert. In den folgenden Jahren war das Theater vorwiegend als Ballsaal in Verwendung, 1886 wurde nach grundlegender Neueinrichtung provisorisch der Theaterbetrieb wieder aufgenommen. 1892 erfolgte ein grundlegender Umbau, der Zuschauerraum bekam feste Sitzreihen. Nach zeitweisen Schließungen in den 1920er und 1930er Jahren ließ das Deutsche Reich 1939 das Theater komplett sanieren. 1968 erfolgte der letzte große Umbau, unter Paul Pfaffenbichler wurde das Gebäude aufgestockt und hinter dem Theater ein dreigeschoßiges Magazin errichtet. 1996 wurde das Theater renoviert, seit 2004 ist das ehemalige Stadttheater St. Pölten in Landesbesitz und heißt seither Landestheater Niederösterreich. | BDA-Hist.: Q14538462 Status: Bescheid Stand der BDA-Liste: 2025-06-30 Name: Theater der Landeshauptstadt St. Pölten GstNr.: .181 Landestheater St. Pölten                                                                         |
| ja    | Datei hochladen | Pfarrkirche zur Hl. Dreifaltigkeit und Franziskanerkloster HERIS-ID: 24216 Objekt-ID: 20593                                | Rathausplatz 12 Standort KG: St. Pölten                  | Der die gesamte Nordseite des Rathausplatzes einnehmende spätbarocke Bau wird von der Rokokofassade dominiert. 1707 ließen sich der Karmeliterorden auf Wunsch der Stifterin Maria Antonia Montecuccoli in St. Pölten nieder, an der Nordseite des Platzes sollte das Männerkonvent seinen Platz finden. Obwohl Bauplan und finanzielle Mittel zur Verfügung standen war der Baubeginn erst 1757, es fehlte die Baubewilligung Kaiserin Maria Theresias. Die Kirche wurde daraufhin bis 1768 nach Plänen von Johann Pauli errichtet, der Klosterbau wurde 1773 beendet. Schon 10 Jahre später wurde von Kaiser Joseph II. das Kloster aufgehoben. Aufgrund der günstigen Lage wurde die Kirche 1785 Pfarrkirche, die Seelsorge übernahmen der von den Auflösungen nicht betroffene Franziskanerorden. | BDA-Hist.: Q23541666 Status: § 2a Stand der BDA-Liste: 2025-06-30 Name: Pfarrkirche zur Hl. Dreifaltigkeit und Franziskanerkloster GstNr.: 78, .119, .472 Franziskanerkirche (St. Pölten)                                         |
| ja    | Datei hochladen | Bürgerhaus HERIS-ID: 34942 Objekt-ID: 33482                                                                                | Rathausplatz 16 Standort KG: St. Pölten                  | An Stelle des heutigen Gebäudes waren ursprünglich zwei Bauten, die 1734 von einem Mitarbeiter Joseph Munggenasts erworben wurden. Er ließ die Gebäude vereinigen und bis 1738 in seine heutige Form umgestalten. | BDA-Hist.: Q37960958 Status: Bescheid Stand der BDA-Liste: 2025-06-30 Name: Bürgerhaus GstNr.: .146 Rathausplatz 16 |
| ja    | Datei hochladen | Wohn- und Geschäftshaus HERIS-ID: 4440 Objekt-ID: 285                                                                      | Kremser Gasse 1 Standort KG: St. Pölten                  | Anstelle des heutigen Baus standen seit zumindest 1367 zwei Häuser. Ab dem Ende des 15. Jahrhunderts wurde die Bauflucht einige Meter nach Süden erweitert. Nach einem Brand wurde 1792 die heutige Fassadengestaltung im spätjosephinistischem Stil vorgenommen. | BDA-Hist.: Q37942856 Status: Bescheid Stand der BDA-Liste: 2025-06-30 Name: Wohn- und Geschäftshaus GstNr.: .157 Riemerplatz 2 |
| ja    | Datei hochladen | Wohn- und Geschäftshaus HERIS-ID: 26206 Objekt-ID: 22675                                                                   | Riemerplatz 4 Standort KG: St. Pölten                    | Anstelle des heutigen Hauses ist seit spätestens 1367 ein Haus nachzuweisen, bauarchäologische Funde legen aber eine Bebauung im Hochmittelalter nahe. Ab 1611 wurde das Gebäude nahezu komplett neu errichtet, 1758 entstand die heutige, barocke Fassade. Sie wurde wahrscheinlich von Matthias Munggenast gestaltet. | BDA-Hist.: Q37900191 Status: Bescheid Stand der BDA-Liste: 2025-06-30 Name: Wohn- und Geschäftshaus GstNr.: .223/1 Riemerplatz 4, St. Pölten                                                                                      |
| ja    | Datei hochladen | Stadtsäle HERIS-ID: 29796 Objekt-ID: 26458                                                                                 | Schießstattring 4 Standort KG: St. Pölten                | Das Hauptgebäude der Stadtsäle wurde im Jahre 1895 im späthistoristischen Stil nach den Plänen des St. Pöltner Architekten und Stadtbaumeisters Richard Frauenfeld für die K. K. priv. Schützenkompanie errichtet, der nördlich anschließende Festsaaltrakt ist ein Rest der 1882 errichteten Bürgerlichen Schießstätte. Das Gebäude wurde 1907 von der Stadt St. Pölten angekauft und als Veranstaltungsstätte adaptiert. Es wurde bis 2011 zu einem 4-Sterne-Hotel umgebaut. | BDA-Hist.: Q2328145 Status: § 2a Stand der BDA-Liste: 2025-06-30 Name: Stadtsäle GstNr.: .412, .419/2 Stadtsäle (St. Pölten) |
| ja    | Datei hochladen | Hesser Kaserne HERIS-ID: 29875 Objekt-ID: 26541                                                                            | Schießstattring 8-10 Standort KG: St. Pölten             | Die heutige Hesserkaserne entstand im Jahre 1957 aus der Zusammenlegung dreier ehemaliger Landwehrkasernen. Die 1890 errichtete Franz-Josephs-Kaserne und die zwei Jahre später erbaute die Rainerkaserne liegen am Schießstattring, die Eugenkaserne von 1900 liegt hingegen in der kreuzenden Hessstraße. | BDA-Hist.: Q1615844 Status: Bescheid Stand der BDA-Liste: 2025-06-30 Name: Hesser Kaserne GstNr.: .709, .607, .568 Hesserkaserne                                                                                                  |
| ja    | Datei hochladen | Friedrich-Schiller-Denkmal HERIS-ID: 29804 Objekt-ID: 26466                                                                | gegenüber Schillerplatz 2 Standort KG: St. Pölten        | Das Denkmal Friedrich Schillers wurde 1905 von Wilhelm Seib im Auftrag des St. Pöltner Männergesangsverein errichtet. | BDA-Hist.: Q37928036 Status: § 2a Stand der BDA-Liste: 2025-06-30 Name: Friedrich-Schiller-Denkmal GstNr.: 265/6 Friedrich-Schiller-Denkmal St. Pölten                                                                            |
| ja    | Datei hochladen | Schule des Instituts der Englischen Fräulein HERIS-ID: 24220 Objekt-ID: 20597                                              | Schneckgasse 3 Standort KG: St. Pölten                   | Das 17-achsige, viergeschoßige Schulgebäude wurde zwischen 1920 und 1922 unter Clemens Flossmann errichtet. | BDA-Hist.: Q19971297 Status: § 2a Stand der BDA-Liste: 2025-06-30 Name: Schule des Instituts der Englischen Fräulein GstNr.: .2087 Mary Ward Schule St. Pölten                                                                    |
| ja    | Datei hochladen | Stadthotel HERIS-ID: 4915 Objekt-ID: 773                                                                                   | Schulgasse 2 Standort KG: St. Pölten                     | Anstelle des heutigen Hotels stand seit spätestens 1572 ein bäuerlich geprägtes Haus. Der heutige Bau wurde 1906 bis 1907 als Zinshaus im Jugendstil errichtet. | BDA-Hist.: Q38107505 Status: Bescheid Stand der BDA-Liste: 2025-06-30 Name: Stadthotel GstNr.: .231 Stadthotel Hauser Eck |
| ja    | Datei hochladen | Bundesoberstufenrealgymnasium HERIS-ID: 29811 Objekt-ID: 26473                                                             | Schulring 16 Standort KG: St. Pölten                     | Das streng historistische Gebäude wurde 1874 bis 1876 als Niederösterreichisches Landes-Lehrerseminar errichtet, Architekt der Schule war Ferdinand Zandra. | BDA-Hist.: Q19521081 Status: § 2a Stand der BDA-Liste: 2025-06-30 Name: Bundesoberstufenrealgymnasium GstNr.: .485 BRG & BORG St. Pölten                                                                                          |
| ja    | Datei hochladen | Bundesakademie für Sozialarbeit HERIS-ID: 29812 Objekt-ID: 26474                                                           | Schulring 18 Standort KG: St. Pölten                     | Die ehemalige Übungsschule des Landes-Lehrerseminars wurde 1900 bis 1901 errichtet. Der secessionistische Bau wurde von Carlo von Boog entworfen. | BDA-Hist.: Q37928052 Status: § 2a Stand der BDA-Liste: 2025-06-30 Name: Bundesakademie für Sozialarbeit GstNr.: .775 Bundesakademie für Sozialarbeit St. Pölten                                                                   |
| ja    | Datei hochladen | Kalvarienberg/Kreuzweg HERIS-ID: 29823 Objekt-ID: 26485                                                                    | bei Kalvarienberg 1 Standort KG: St. Pölten              | Die barocke Kreuzigungsgruppe besteht aus fünf Skulpturen: Christus und die zwei Schlächter am Kreuz, Maria und Johannes. Die Gruppe wurde 1746 von Peter Widerin und Franz Munggenast nach dem testamentarischen Wunsch einer Spenderin errichtet. | BDA-Hist.: Q18627970 Status: § 2a Stand der BDA-Liste: 2025-06-30 Name: Kalvarienberg/Kreuzweg GstNr.: 679/3 Kalvarienberg (St. Pölten)                                                                                           |
| ja    | Datei hochladen | Bildstock HERIS-ID: 29858 Objekt-ID: 26522                                                                                 | Kalvarienberg 1, in der Nähe Standort KG: St. Pölten     | Der Bildstock besteht aus einem schlanken, hohen Schaft mit Nischenaufsatz. Das Bild darin ist heute nicht mehr zu erkennen, am Sockel befindet sich die Inschrift „Hier verweilte oft und gern der Dichter Emil Mario Vacano“. | BDA-Hist.: Q37928201 Status: § 2a Stand der BDA-Liste: 2025-06-30 Name: Bildstock GstNr.: 713/3 Vacanobildstock |
| ja    | Datei hochladen | Wohn- und Geschäftshaus, Apotheke Zum goldenen Löwen HERIS-ID: 22254 Objekt-ID: 18585                                      | Wiener Straße 1 Standort KG: St. Pölten                  | Die Apotheke Zum Goldenen Löwen, auch Hassack-Apotheke nach August Hassack, wurde 1545 erstmals erwähnt und ist damit die älteste Apotheke und das älteste bestehende Geschäft von der Stadt. An selber Stelle ist seit spätestens 1367 ein Vorgängerbau nachweisbar. Das Gebäude geht im Kern auf das frühe 16. Jahrhundert zurück und wurde von Joseph Munggenast mit einer barocken Fassade versehen. | BDA-Hist.: Q620528 Status: Bescheid Stand der BDA-Liste: 2025-06-30 Name: Wohn- und Geschäftshaus, Apotheke Zum goldenen Löwen GstNr.: .81 Apotheke Zum Goldenen Löwen (St. Pölten)                                               |
| ja    | Datei hochladen | Wohn- und Geschäftshaus HERIS-ID: 26205 Objekt-ID: 22674                                                                   | Wiener Straße 2 Standort KG: St. Pölten                  | Das Gebäude am Riemerplatz wurde erstmals 1367 erwähnt, der heutige, barockisierte Bau von 1748 geht auf Pläne von Matthias Munggenast zurück. | BDA-Hist.: Q37900178 Status: Bescheid Stand der BDA-Liste: 2025-06-30 Name: Wohn- und Geschäftshaus GstNr.: .263 Wiener Straße 2                                                                                                  |
| ja    | Datei hochladen | Wohn- und Geschäftshaus HERIS-ID: 22255 Objekt-ID: 18586                                                                   | Wiener Straße 4 Standort KG: St. Pölten                  | Das 1490 erstmals erwähnte Gebäude wurde 1735, wahrscheinlich von Joseph Munggenast, mit einer barocken Fassade versehen. | BDA-Hist.: Q37868223 Status: Bescheid Stand der BDA-Liste: 2025-06-30 Name: Wohn- und Geschäftshaus GstNr.: .264 Wiener Straße 4                                                                                                  |
| ja BW | Datei hochladen | Innenerscheinung des Wohn- und Geschäftshauses HERIS-ID: 22256 Objekt-ID: 18587                                            | Wiener Straße 6 Standort KG: St. Pölten                  | Das 1367 erstmals erwähnte Gebäude wurde besteht in seiner heutigen Form seit dem 16. Jahrhundert, die Einrichtung des Geschäftslokals stammt aus einem Umbau im Jahr 1905. | BDA-Hist.: Q37868233 Status: Bescheid Stand der BDA-Liste: 2025-06-30 Name: Innenerscheinung des Wohn- und Geschäftshauses GstNr.: .265 Wiener Straße 6 (St. Pölten)                                                              |
| ja    | Datei hochladen | Wohn- und Geschäftshaus, ehem. Postgebäude HERIS-ID: 22260seit 2024                                                        | Wiener Straße 12 Standort KG: St. Pölten                 | Das ehemalige Postamtsgebäude wurde 1893 nach Plänen von Eugen Sehnal errichtet. | BDA-Hist.: Q126122344 Status: Bescheid Stand der BDA-Liste: 2025-06-30 Name: Wohn- und Geschäftshaus, ehem. Postgebäude GstNr.: .268 Wiener Straße 12, St. Pölten (Former post office)                                            |
| ja    | Datei hochladen | Wohn- und Geschäftshaus, Alte Spora Apotheke HERIS-ID: 22261 Objekt-ID: 18592                                              | Wiener Straße 14 Standort KG: St. Pölten                 | Das 1367 erstmals erwähnte Gebäude beherbergt seit 1626 eine Apotheke. Das barockisierte Haus wurde im 19. Jahrhundert um ein Stockwerk erweitert. | BDA-Hist.: Q37868274 Status: Bescheid Stand der BDA-Liste: 2025-06-30 Name: Wohn- und Geschäftshaus, Alte Spora Apotheke GstNr.: .269 Alte Spora Apotheke                                                                         |
| ja    | Datei hochladen | Ehem. Gasthof Zum Schwarzen Adler HERIS-ID: 22263 Objekt-ID: 18594                                                         | Wiener Straße 16 Standort KG: St. Pölten                 | An dieser Stelle wird erstmals 1367 ein Gebäude erwähnt, der heutige Bau geht auf das frühe 17. Jahrhundert zurück. Zwischen 1579 und 1921 befand sich der Gasthof Zum Schwarzen Adler im 1718 barockisierten Haus. | BDA-Hist.: Q37868290 Status: Bescheid Stand der BDA-Liste: 2025-06-30 Name: Ehem. Gasthof Zum Schwarzen Adler GstNr.: .270 Gasthaus Schwarzer Adler (St. Pölten)                                                                  |
| ja    | Datei hochladen | Wohn- und Geschäftshaus HERIS-ID: 25737 Objekt-ID: 22181                                                                   | Wiener Straße 31 Standort KG: St. Pölten                 | An Stelle des heutigen Gebäudes befanden sich ursprünglich Ausläufer des Friedhofes auf dem heutigen Domplatz. Der heutige Bau stammt aus dem späten 16. Jahrhundert und wurde später im Biedermeierstil neu fassadiert. | BDA-Hist.: Q37896137 Status: Bescheid Stand der BDA-Liste: 2025-06-30 Name: Wohn- und Geschäftshaus GstNr.: .22 Wiener Straße 31                                                                                                  |
| ja    | Datei hochladen | Geschäftshaus, ehem. Kreisamt HERIS-ID: 25740 Objekt-ID: 22184                                                             | Wiener Straße 34 Standort KG: St. Pölten                 | Anstelle des heutigen Baus standen 1367 zwei Häuser. Die zwischen 1754 und 1756 durchgeführte Neugestaltung der Fassade wird Matthias Munggenast zugeschrieben. | BDA-Hist.: Q37896145 Status: § 2a Stand der BDA-Liste: 2025-06-30 Name: Geschäftshaus, ehem. Kreisamt GstNr.: .287 Wiener Straße 34                                                                                               |
| ja    | Datei hochladen | Stadtpalais HERIS-ID: 25742 Objekt-ID: 22186                                                                               | Wiener Straße 36 Standort KG: St. Pölten                 | Anstelle des heutigen Palais standen 1367 drei Häuser. Während der Kern noch auf das frühe 13. Jahrhundert zurückgeht entstammt der Hauptteil des Gebäudes dem 16. Jahrhundert. Die 1724 geschaffene Barockfassade wird Joseph Munggenast zugeschrieben. | BDA-Hist.: Q37896148 Status: Bescheid Stand der BDA-Liste: 2025-06-30 Name: Stadtpalais GstNr.: .288 Wiener Straße 36 |
| ja    | Datei hochladen | Ehem. Stadtpalais HERIS-ID: 34982 Objekt-ID: 33535                                                                         | Wiener Straße 37 Standort KG: St. Pölten                 | Das erstmals 1719 erwähnte Barockbauwerk wurde vermutlich kurz davor von Jakob Prandtauer errichtet. Es gilt als eines der letzten erhaltenen Bauten Prandtauers in St. Pölten. | BDA-Hist.: Q37960991 Status: Bescheid Stand der BDA-Liste: 2025-06-30 Name: Ehem. Stadtpalais GstNr.: .19 Palais Kriechbaum |
| ja    | Datei hochladen | Alumnat HERIS-ID: 24217 Objekt-ID: 20594                                                                                   | Wiener Straße 38 Standort KG: St. Pölten                 | Der heute als Sitz der Philosophisch-Theologischen Hochschule St. Pölten dienende frühbarocke Komplex war vor den josephinischen Klosteraufhebungen ein Franziskanerkloster. Der heutige Bau wird auf die Jahre zwischen 1643 und 1647 datiert, die Vorgängerbauten fielen einem Stadtbrand zum Opfer. | BDA-Hist.: Q37883001 Status: § 2a Stand der BDA-Liste: 2025-06-30 Name: Alumnat GstNr.: .302/1, .474 Alumnat St. Pölten |
| ja    | Datei hochladen | Bürgerspital mit Kapelle HERIS-ID: 22252 Objekt-ID: 18583                                                                  | Wiener Straße 41 Standort KG: St. Pölten                 | Der heutige Bau geht auf das Jahr 1835 zurück, der Vorgängerbau fiel einem Brand zum Opfer. Im Gebäude war bis 1955 ein Bürgerspital untergebracht, danach folgte bis 1977 eine Nutzung als Altenheim. Seit 1992 wird das Gebäude zu Wohnzwecken genutzt. Die Kapelle (auch Bürgerspitalskirche genannt) dient heute der Altkatholischen Kirche als Gottesdienststätte. Der Sakralbau beherbergt die älteste Orgel St. Pöltens, diese kann auch während der Langen Nacht der Kirchen besichtigt werden. | BDA-Hist.: Q37868186 Status: Bescheid Stand der BDA-Liste: 2025-06-30 Name: Bürgerspital mit Kapelle GstNr.: .8/1, .8/3 Bürgerspital mit Kapelle                                                                                  |
| ja    | Datei hochladen | Wegkapelle HERIS-ID: 29857 Objekt-ID: 26521                                                                                | Kalvarienberg 1, bei Standort KG: St. Pölten             | Die Wegkapelle stammt wahrscheinlich aus der ersten Hälfte des 19. Jahrhunderts. | BDA-Hist.: Q37928189 Status: § 2a Stand der BDA-Liste: 2025-06-30 Name: Wegkapelle GstNr.: 698/1 |
| ja    | Datei hochladen | Soldatenfriedhof HERIS-ID: 29490 Objekt-ID: 26135                                                                          | Goldegger Straße 52, bei Standort KG: St. Pölten         | Der Soldatenfriedhof liegt vor dem Eingang zum Hauptfriedhof und wird auch „Russenfriedhof“ genannt. | BDA-Hist.: Q37927105 Status: § 2a Stand der BDA-Liste: 2025-06-30 Name: Soldatenfriedhof GstNr.: 1191/1 Russenfriedhof (St. Pölten)                                                                                               |
| ja    | Datei hochladen | Jüdischer Friedhof HERIS-ID: 29590 Objekt-ID: 26242                                                                        | Karlstettner Straße 3 Standort KG: St. Pölten            | Der jüdische Friedhof wurde 1905 anschließend an den Hauptfriedhof angelegt. Neben dem eigentlichen Friedhof befindet sich eine im selben Jahr nach Plänen von Rudolf Wondracek errichtete Zeremonienhalle. | BDA-Hist.: Q37927477 Status: § 2a Stand der BDA-Liste: 2025-06-30 Name: Jüdischer Friedhof GstNr.: 1186/1, 1187, .754 Jüdischer Friedhof (St. Pölten)                                                                             |
| ja    | Datei hochladen | Grabdenkmal HERIS-ID: 29497 Objekt-ID: 26143                                                                               | Goldegger Straße 30 Standort KG: St. Pölten              | Kriegerdenkmal am Eingang zum Waldfriedhof. | BDA-Hist.: Q37927177 Status: § 2a Stand der BDA-Liste: 2025-06-30 Name: Grabdenkmal GstNr.: 1192/1 Kriegerdenkmal St. Pölten Hauptfriedhof                                                                                        |
| ja    | Datei hochladen | Mausoleum HERIS-ID: 29499 Objekt-ID: 26145                                                                                 | Goldegger Straße 30 Standort KG: St. Pölten              | Tempelgrab der Familie Pittner, 1905 errichtet | BDA-Hist.: Q55126332 Status: § 2a Stand der BDA-Liste: 2025-06-30 Name: Mausoleum GstNr.: 1192/1 Pittnergrab |
| ja    | Datei hochladen | Grabdenkmal HERIS-ID: 29500 Objekt-ID: 26146                                                                               | Goldegger Straße 30 Standort KG: St. Pölten              | Grabmal der Familie Schmid mit Relief „Hermes als Seelenführer“ von Wilhelm Frass. | BDA-Hist.: Q37927196 Status: § 2a Stand der BDA-Liste: 2025-06-30 Name: Grabdenkmal GstNr.: 1192/1 Schmidgrab |
| ja    | Datei hochladen | Ortskapelle hl. Florian HERIS-ID: 31926 Objekt-ID: 28953                                                                   | Wittgensteinstraße 7, bei Standort KG: Waitzendorf       | Die auf einer kleinen Anhöhe gelegene kleine Kapelle wurde 1833 errichtet und 1913 und 1983 restauriert. Der schlichte Bau besteht aus einem rechteckigen Langhaus, einem zum Dorf gerichteten Portalturm und einem Sakristeianbau. | BDA-Hist.: Q37945151 Status: § 2a Stand der BDA-Liste: 2025-06-30 Name: Ortskapelle hl. Florian GstNr.: 31 Ortskapelle Waitzendorf                                                                                                |

## Ehemalige Denkmäler
| Foto |                 | Denkmal                                                                                     | Standort                                           | Beschreibung | Metadaten |
| ---- | --------------- | ------------------------------------------------------------------------------------------- | -------------------------------------------------- | --- | --- |
| ja   | Datei hochladen | Kapelle des Landespensionistenheims hl. Bekenner Vinzenz von Paula Objekt-ID: 26524bis 2016 | Trautsonstraße 1 Standort KG: St. Pölten           | Die Kapelle wurde zwischen 1902 und 1904, gemeinsam mit dem damaligen Bezirksarmenhaus erbaut. Die Kapelle wies einige Jugendstilelemente auf. Anmerkung: Der Denkmalschutz wurde 2016 aufgehoben, nachdem „eine ausreichende Denkmalbedeutung im Sinne des Denkmalschutzes … nicht mehr gegeben“ war, im selben Jahr wurde die Kapelle geschleift. | BDA-Hist.: Q106676419 Status: Bescheid Stand der BDA-Liste: 2016-06-21 Name: Kapelle des Landespensionistenheims hl. Bekenner Vinzenz von Paula GstNr.: 1147/1 Kapelle des Landespensionistenheims hl. Bekenner Vinzenz von Paula |
| ja   | Datei hochladen | Wohnhaus HERIS-ID: 29486 Objekt-ID: 26131bis 2022                                           | Dr.Karl Renner-Promenade 4 Standort KG: St. Pölten | Das spätbiedermeierliche Wohnhaus wurde 1851 für Jakob Bindel errichtet. Das zweigeschoßige, siebenachsige Gebäude verfügt über putzbündige Fenster mit schlichten Rahmen. | BDA-Hist.: Q37927075 Status: § 2a Stand der BDA-Liste: 2022-07-01 Name: Wohnhaus GstNr.: .367/1 |